# Dykstraflex
Dykstraflex är ett system uppfunnet av John Dykstra för de avancerade bluescreen-scenerna i de tre första Stjärnornas krig-filmerna.
Systemet går ut på att Dykstra tog en Vistavision-kamera och byggde ihop den med ett antal mikroprocessorer, som kunde styra kamerans rörelser - och styra dem så om och om igen, något som skulle visa sig ovärderligt för filmernas dynamik i rymdscenerna.
Systemet gav honom en Oscar 1978.